# Protonová léčba

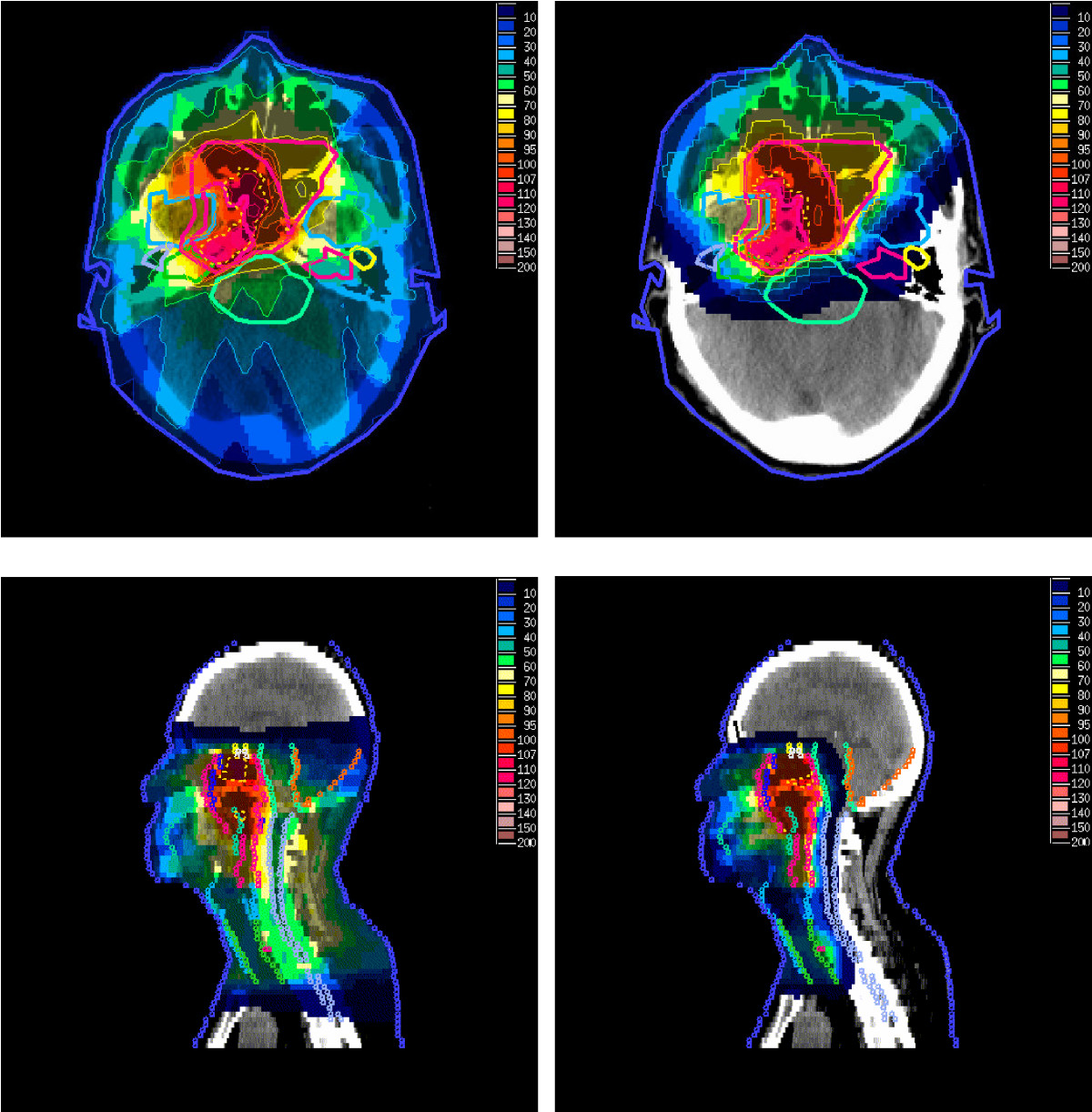
Srovnání dávek radiace při léčbě fotonovou (vlevo) a protonovou (vpravo) radioterapií Obecně platí, že fotonová léčba poškozuje více než vstupní části těla, tak prozařuje zdravé tkáně ještě za cílovým objemem.

Protonová terapie neboli radioterapie protonovým svazkem je druhem ozařovací léčby, která je indikována především v onkologii. Terapeutický svazek je tvořen protony (těžká nabitá částice), urychlenými na vysoké energie a zacílenými do ozařovaného objemu pacienta. Oproti konvenčním druhům zevní megavoltážní radioterapie využívá příznivějšího terapeutického poměru; tedy stejných terapeutických účinků za současného snížení zátěže zdravých tkání.
Hlavní výhodou je existence tzv. Braggova píku. Je možné ozářit i hluboko uložené cílové objemy bez poškození tkání, které se nacházejí za tímto ložiskem. Výsledkem je i celkově mnohem nižší integrální dávka na zdravé tkáně. Z toho lze předpokládat daleko nižší incidenci pozdních nežádoucích účinků radioterapie.

## Fyzikální podstata léčby
Radioterapie využívá účinků ionizujícího záření na lidskou tkáň. Celosvětově nejrozšířenější technikou ozařování je zevní megavoltážní terapie svazky brzdného záření (konvenční fotonová radioterapie), v některých případech bývají používány svazky urychlených elektronů. Výhodou konvenční radioterapie je její jednoduchost a dobrá dostupnost. Nevýhodou je fyzikální charakteristika konvenčních svazků, neboť při jejich použití je dávka záření dodána nejen do ozařovaného (cílového) objemu, ale také v celé dráze průchodu svazku tělem pacienta. To vede k poškození okolních zdravých tkání (tzv. nežádoucí účinky radioterapie na zdravé tkáně).
Částicová terapie (typicky protony nebo atomová jádra některých prvků) využívá příznivou fyzikální charakteristiku průchodu těžkých nabitých částic tělem pacienta. Správnou modulací léčebného svazku lze dosáhnout dodání dávky do cílového objemu za současné minimalizace ozáření okolních zdravých tkání. Protonová terapie tedy oproti konvenční léčbě není účinnější (dodání léčebné dávky do ozařovaného objemu), je však šetrnější (nízký výskyt nežádoucích účinků).

## Historie
První pacienti byli léčeni protony v padesátých letech 20. století v USA. K tomuto účelu byly využívány výzkumné urychlovače částic. Počet protonových center začal v posledních deseti letech celosvětově prudce růst. Největší počet těchto center je v USA (16), v Japonsku (9) a v Německu (5 center).

## Kontroverze
Doposud nebyly publikovány žádné kontrolované vědecké studie, které by demonstrovaly vyšší přežívání pacientů po protonové léčbě ve srovnání s ostatními typy radiační terapie; dlouhodobá studie nicméně v současné době probíhá v Massachusetts General Hospital. Protonová léčba je navíc mnohem dražší než ostatní typy radiační terapie a vyžaduje investice v řádu několika miliard korun.
Vstupní náklady na vybudování léčebného centra pro protonovou radioterapii jsou vyváženy snížením nákladů na následnou léčbu nežádoucích účinků, které by nastaly při použití fotonové ozařovací techniky. Z toho rovněž plyne, že nejvíce se projeví benefit protonové radioterapie pro pacienty mladé s prognózou dlouhodobého přežití.

## Indikace
Pro své vlastnosti se protonová terapie využívá především v léčbě nádorů v blízkosti citlivých struktur a nádorů, u kterých je nutné maximalizovat léčebnou dávku - a současně nepoškodit okolní struktury. Hlavní indikací jsou proto:[chybí lepší zdroj]
- Nádorová onemocnění u dětí (meduloblastom, kraniofaryngeom, nízce maligní gliom, ependymom, sarkomy měkkých tkání, Ewingův sarkom)
- Mozkové nádory a nádory báze lebeční (gliom, chordom, chondrosarkom, meningeom, AV malformace etd.)
- Nádory hlavy a krku
- Karcinom slinivky břišní
- Karcinom jater
- Karcinom prostaty (lokalizovaný nebo lokálně pokročilý, dále pooperační ozařování)
- Lymfomy (nádory lymfatické tkáně)

## Protonová terapie v ČR
Protonovou léčbu poskytuje v ČR protonové centrum v Praze.